# Mazia amazonica
Mazia amazonica är en fjärilsart som beskrevs av Bates 1864. Mazia amazonica ingår i släktet Mazia och familjen praktfjärilar. Inga underarter finns listade i Catalogue of Life.